# 一加手機
一加手機是第一款由OnePlus公司研製的Android智能手機。

## 規格
一加手機第一代搭載了高通骁龙801 2.5GHz芯片、3GBRAM、3100mAh电池，5.5英寸1080P大屏幕。

## 其他數據
- 屏占比：71.86%
- 分辨率：1920x1080
- 电池：不可拆卸

## 外部連結
- 一加手机官网 （页面存档备份，存于）

| 前任： 最早型號 | 一加手機 2014年 | 繼任： 一加手機 2 |